# إينر فالنسيا
إينر فالنسيا (بالإسبانية: Enner Remberto Valencia Lastra) (مواليد 4 نوفمبر 1989)؛ هو لاعب كرة قدم إكوادوري، يلعب لصالح نادي فنربخشة في الدوري التركي الممتاز و‌منتخب الإكوادور لكرة القدم في مركز الهجوم.

## مسيرته الكروية
لعب إينر فالنسيا خلال مسيرته الاحترافية مع 5 أندية في اثنا عشر موسمًا وسجل خلالها 68 هدفًا ضمن 298 مباراة. ولم يفز بأي موسم بالكأس وفاز في ثلاثة مواسم بالدوري.
خاض إينر فالنسيا مسيرته مع نادي إيميلك في موسم 2010 ليلعب معه أربعة مواسم، مشاركًا في 127 مباراة سجل خلالها 27 هدفًا. ثم انتقل إلى نادي باتشوكا في موسم 2013–14 لمدة موسم واحد، حيث شارك في 17 مباراة سجل خلالها 12 هدفًا. لينتقل بعدها إلى نادي وست هام يونايتد في موسم 2014–15 واستمر معه طيلة ثلاثة مواسم، مشاركًا في 54 مباراة سجل خلالها 8 أهداف. ثم انتقل إلى نادي إيفرتون في موسم 2016–17 لمدة موسم واحد، مشاركًا في 21 مباراة سجل خلالها 3 أهداف. هذا وانتقل لاحقًا إلى نادي تايجرز أونال في موسم 2017–18 واستمر معه طيلة ثلاثة مواسم، مشاركًا في 79 مباراة سجل خلالها 18 هدفًا.

## روابط خارجية
- إينر فالنسيا على موقع الاتحاد الدولي (مؤرشف)  (الإنجليزية)
- إينر فالنسيا على موقع الاتحاد الأوربي (الإنجليزية)
- إينر فالنسيا على موقع اتحاد تركيا (لاعب) (الإنجليزية)
- إينر فالنسيا على موقع إي إس بي إن إف سي (الإنجليزية)
- إينر فالنسيا على موقع قاعدة بيانات كرة القدم.إي يو (الإنجليزية)
- إينر فالنسيا على موقع ليكيب (الفرنسية)
- إينر فالنسيا على موقع ناشيونال فوتبول تيمز (الإنجليزية)
- إينر فالنسيا على موقع Soccerbase.com (لاعب) (الإنجليزية)
- إينر فالنسيا على موقع Soccerway.com (الإنجليزية)
- إينر فالنسيا على موقع عالم كرة القدم.نت (الإنجليزية)
- إينر فالنسيا على فرق كرة القدم الوطنية.كوم